# Submissive

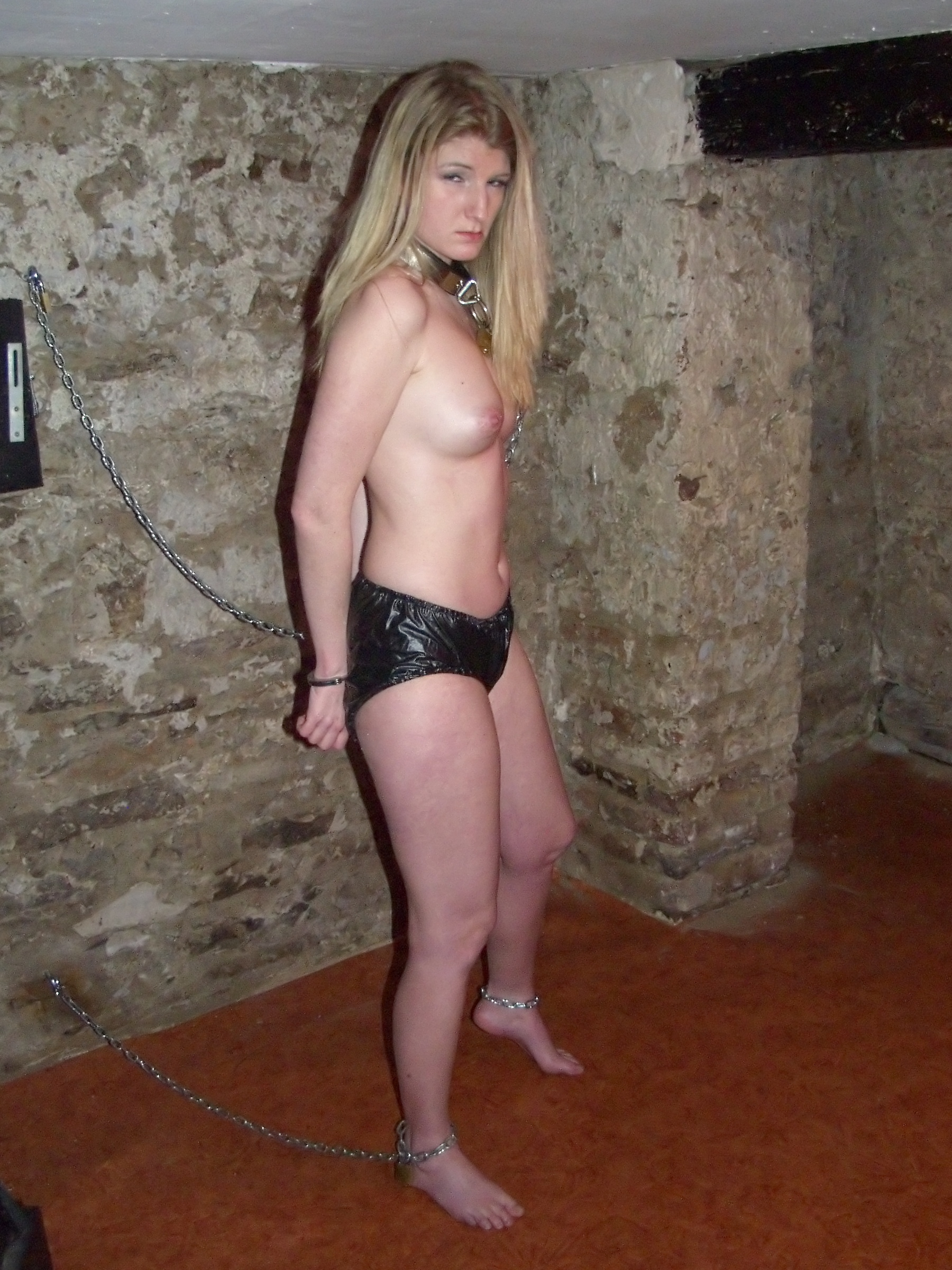
Een onderdanige, geketend in een kelder

Submissive ook wel submissief of onderdanige is de aanduiding voor de onderdanige persoon in een seksuele of erotische relatie.
Binnen een erotische relatie die gebaseerd is op een erotische machtsverhouding en waarin men aan bdsm doet is de submissive een persoon die gehoorzaam (onderdanig) is aan de overheersende persoon, de dominant. De dominant is overheersend over de submissive, de "sub" is de onderdanige, het slachtoffer, de slaaf of slavin. Er bestaan verschillende benamingen voor een submissive: sub, slavin of bottom.
De rol van sub is altijd vrijwillig, waarbij lichaam en wil overgeleverd worden aan de partner(s). Een sub kan door middel van specifieke voorafgesproken stopwoorden een situatie onmiddellijk stilleggen. Er moet bij de sub dus het vertrouwen bestaan in zijn of haar tegenpool in het (liefdes)spel, de dominante, deze ook werkelijk zal stoppen.
Deze erotische machtsverhouding bestaat op basis van vrijwilligheid en de intensiteit kan wisselen. Een verhouding kan bestaan uit zogenaamde ‘speelmomenten’, wanneer de submissive tijdens het spel gehoorzaam is aan de overheersende persoon. Dit gebeurt op afgesproken tijden en volgens van tevoren vastgestelde regels die de submissive en de dominant samen hebben afgesproken. Maar een verhouding kan ook 24 uur per dag bestaan; dit noemt men een 24/7 relatie. In deze relatie is de submissive altijd onderdanig naar de overheersende persoon. Er zijn geen afgesproken ‘speelmomenten’ en de submissive probeert zich volledig te richten op de overheersende persoon.